# Matt Mullican
Matt Mullican (* 18. září 1951 Santa Monica) je americký výtvarník. Jeho otcem byl malíř Lee Mullican a matkou malířka Luchita Hurtado, původem z Venezuely. Studoval na CalArts, kde v roce 1974 získal titul BFA. Jeho dílo bylo vystavováno například v newyorském Metropolitním muzeu umění a Muzeu moderního umění, v mnichovském Domě umění či losangeleském Muzeu současného umění. V roce 2018 měl výstavu s názvem The Feeling of Things v milánském muzeu Pirelli HangarBicocca. Téhož roku uvedl svou tzv. „performativní přednášku“ v pražském Veletržním paláci. Mullican přednášel například na Kolumbijské univerzitě nebo na Hochschule für bildende Künste Hamburg v Hamburku.